# Chiriquia
Chiriquia is een geslacht van rechtvleugeligen uit de familie doornsprinkhanen (Tetrigidae). De wetenschappelijke naam van dit geslacht is voor het eerst geldig gepubliceerd in 1900 door Morse.

## Soorten
Het geslacht Chiriquia omvat de volgende soorten:
- Chiriquia compressa Günther, 1939
- Chiriquia concinna Bolívar, 1887
- Chiriquia mirifica Hebard, 1924
- Chiriquia serrata Morse, 1900
- Chiriquia spinata Günther, 1939
- Chiriquia spinifrons Stål, 1861